# Elena-Luminița Cosma
Elena-Luminița Cosma (z domu Radu, ur. 22 stycznia 1972) – rumuńska szachistka, arcymistrzyni od 1994 roku.

## Kariera szachowa
Do ścisłej czołówki rumuńskich szachistek należy od początku lat 90. XX wieku. Wielokrotnie startowała w finałach indywidualnych mistrzostw Rumunii, zdobywając 7 medali: dwa złote (1992, 2010), trzy srebrne (1991, 1994, 2012) oraz dwa brązowe (2000, 2014). 
Wielokrotnie reprezentowała Rumunię w turniejach drużynowych, m.in.:
- dziewięciokrotnie na olimpiadach szachowych (w latach 1990, 1992, 1994, 1996, 1998, 2000, 2008, 2010, 2012); medalistka: indywidualnie – srebrna (1998 – na III szachownicy)[2],
- na drużynowych mistrzostwach świata (w roku 2013)[3],
- siedmiokrotnie na drużynowych mistrzostwach Europy (w latach 1992, 1997, 1999, 2001, 2009, 2011, 2013); czterokrotna medalistka: wspólnie z drużyną – srebrna (1997) i brązowa (1999) oraz indywidualnie – dwukrotnie złota (1999 – za wynik rankingowy, 1999 – na II szachownicy)[4],
- na drużynowych mistrzostwach Bałkanów (w roku 1993); medalistka: wspólnie z drużyną – srebrna (1993)[5].

Największe sukcesy w karierze odniosła w rozgrywkach z cyklu mistrzostw świata juniorek. W 1988 r. zdobyła srebrny medal w kategorii do 16 lat (za Alisą Galliamową), w 1989 r. powtórzyła to osiągnięcie w kategorii do 18 lat (za Katrin Aładżową), by w kolejnym roku w tej samej kategorii wiekowej zdobyć tytuł mistrzyni świata, natomiast w 1992 r. wywalczyła trzeci w karierze tytuł wicemistrzyni świata, tym razem w kategorii do 20 lat (za Krystyną Dąbrowską). W 1995 r. jedyny raz w karierze wystąpiła w turnieju międzystrefowym (eliminacji mistrzostw świata), zajmując odległe miejsce.
Do jej sukcesów  w turniejach międzynarodowych należą m.in.: trzykrotnie I m. w Bukareszcie (1991 – wspólnie z Andą Safranską, 1993 – samodzielnie oraz 1994 – wspólnie z Tatianą Szumiakiną), dz. III m. w Nadolu (1995, turniej strefowy, za Petrą Krupkovą i Moniką Bobrowską, wspólnie z Sylwią Aleksiewą i Antoaneta Stefanową), dz. III m. otwartym turnieju w Wiśle (1999, za Swietłaną Matwiejewą i Martą Zielińską, wspólnie z m.in. Moniką Bobrowską, Coriną-Isabelą Peptan i Naną Ioseliani) oraz dz. I m. Marsylii (2006, wspólnie z Anną Zatonskih i Cristiną Foisor).
Najwyższy ranking w karierze osiągnęła 1 stycznia 2003 r., z wynikiem 2440 punktów zajmowała wówczas 23. miejsce na świecie.

## Życie prywatne
Mężem Eleny-Luminiţy Cosmy jest rumuński mistrz międzynarodowy, Ioan Cosma.